# Daniel Bahr
Daniel Bahr, född 4 november 1976 i Lahnstein i Rhein-Lahn-Kreis, Rheinland-Pfalz, är en tysk liberal politiker tillhörande Fria demokratiska partiet (FDP). Mellan 12 maj 2011 och 17 december 2013 var han Tysklands hälsominister. I och med att FDP i valet 2013 misslyckats med att nå upp i femprocentsspärren för förbundsdagen lämnade han förbundsdagen och regeringen.

## Biografi
Bahrs är Master of Business Administration med tyngdpunkt på ”International Health Care and Hospital Management”, och han är FDP:s expert på hälsovårdsfrågor.
Bahr var fram till 2013 ledamot av förbundsdagen och medlem i FDP:s partistyrelse. Från 1999 till 2004 var han ordförande för partiets ungdomsförbund Jungen Liberalen. Från 29 oktober 2009 till 11 maj 2011 var han parlamentarisk statssekreterare i Tysklands hälsoministerium. 
Den 27 november 2010 valdes han till ordförande för FDP i Nordrhein-Westfalen. Den 14 mars 2012 beslöt delstatens lantdag att upplösa sig, för att möjliggöra nyval vilket ägde rum den 13 maj 2012. Den 15 mars 2012 tillkännagav Bahr att han överlåter uppdraget som partiets delstatsordförande till Christian Lindner, vilken på ett partimöte i början av maj valdes till detta .